# Anthela varia
Anthela varia (tên tiếng Anh: Variable Anthelid) là một loài bướm đêm thuộc họ Anthelidae. Nó được tìm thấy ở vùng duyên hải miền nam Queensland, New South Wales, và Victoria.
Sải cánh có thể dài đến 90 mm đối với con cái.
Ấu trùng ăn các loài Macadamia integrifolia và Eucalyptus, Grevillea và Stenocarpus.

## Hình ảnh

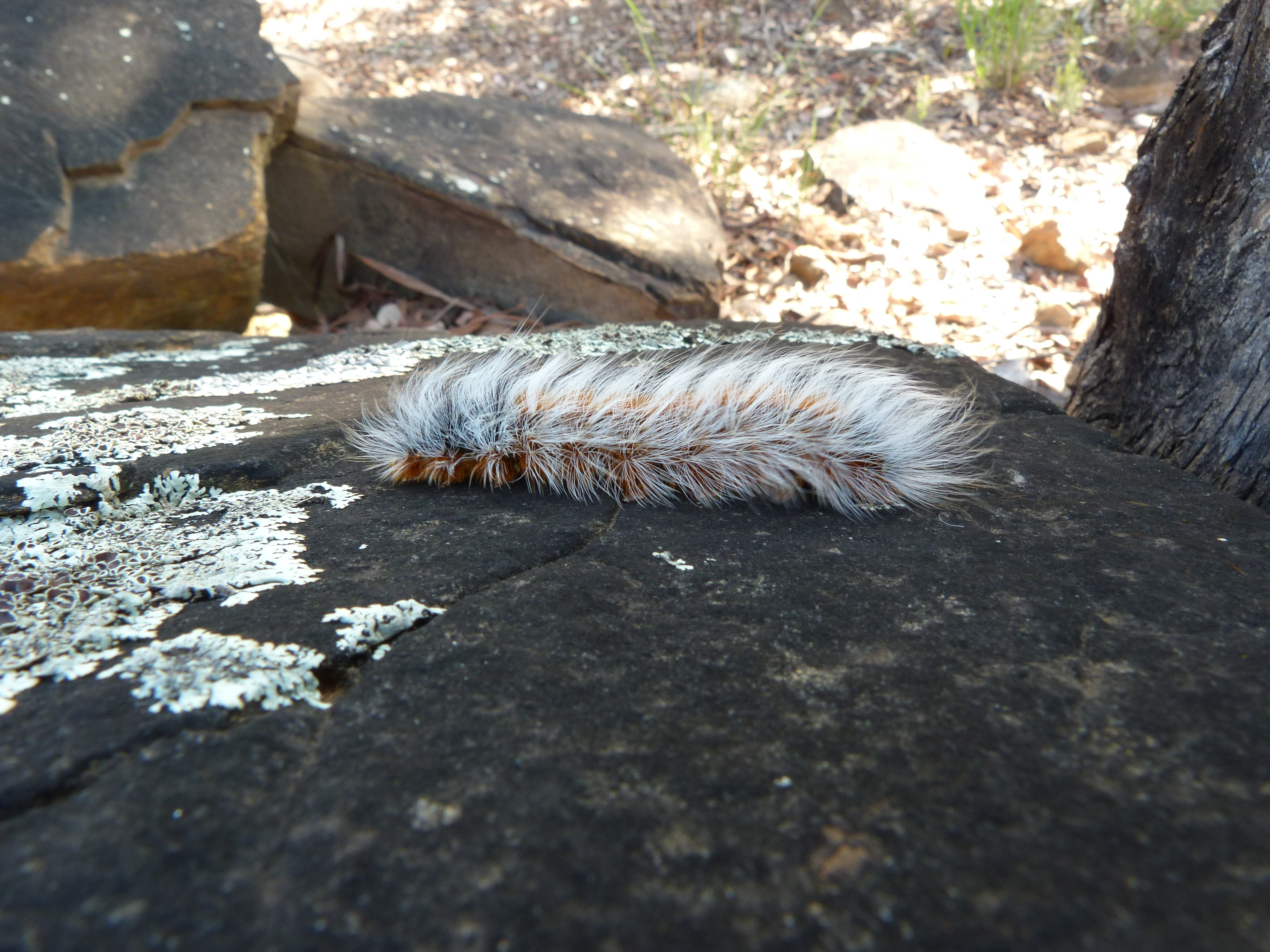
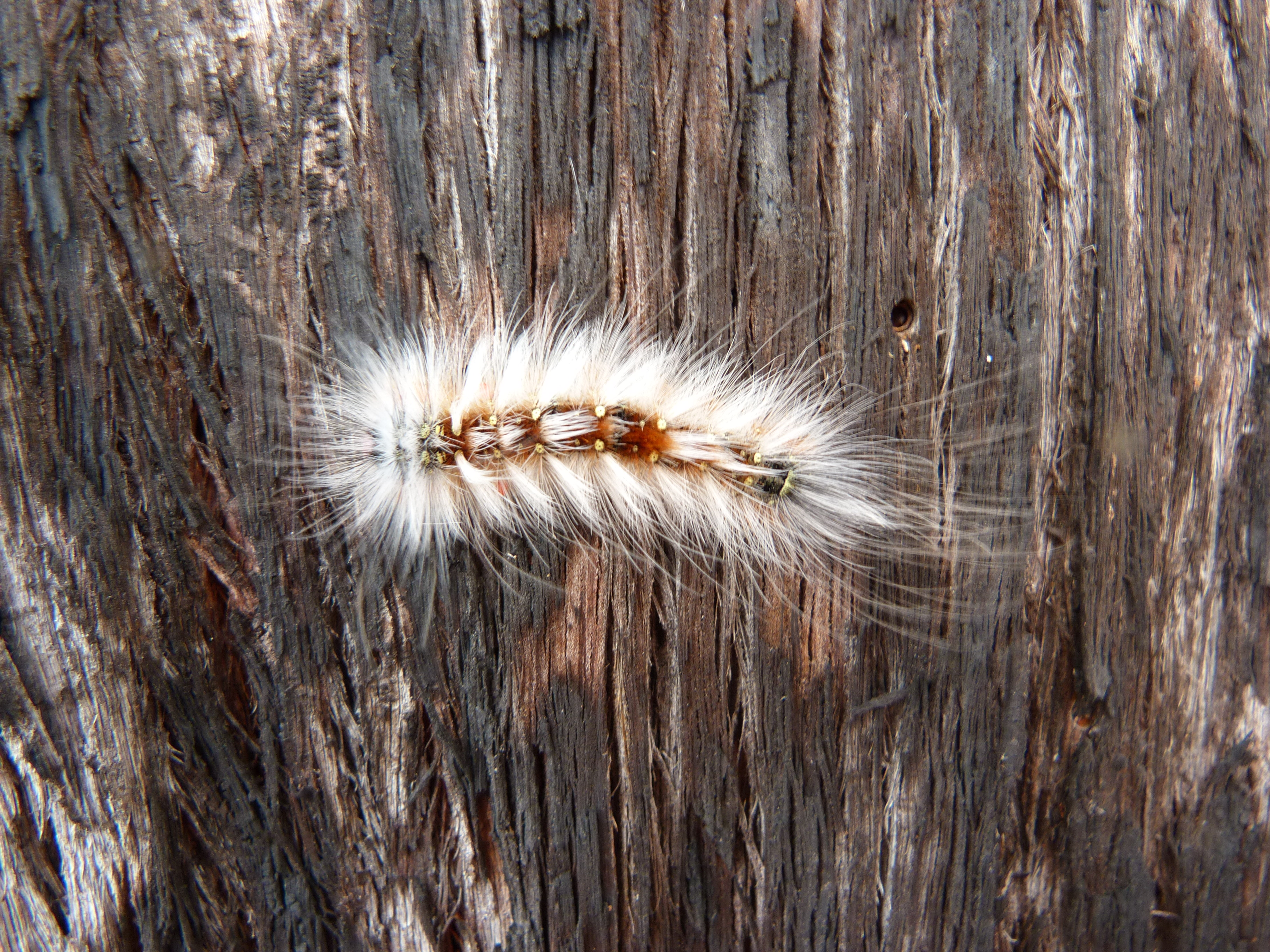
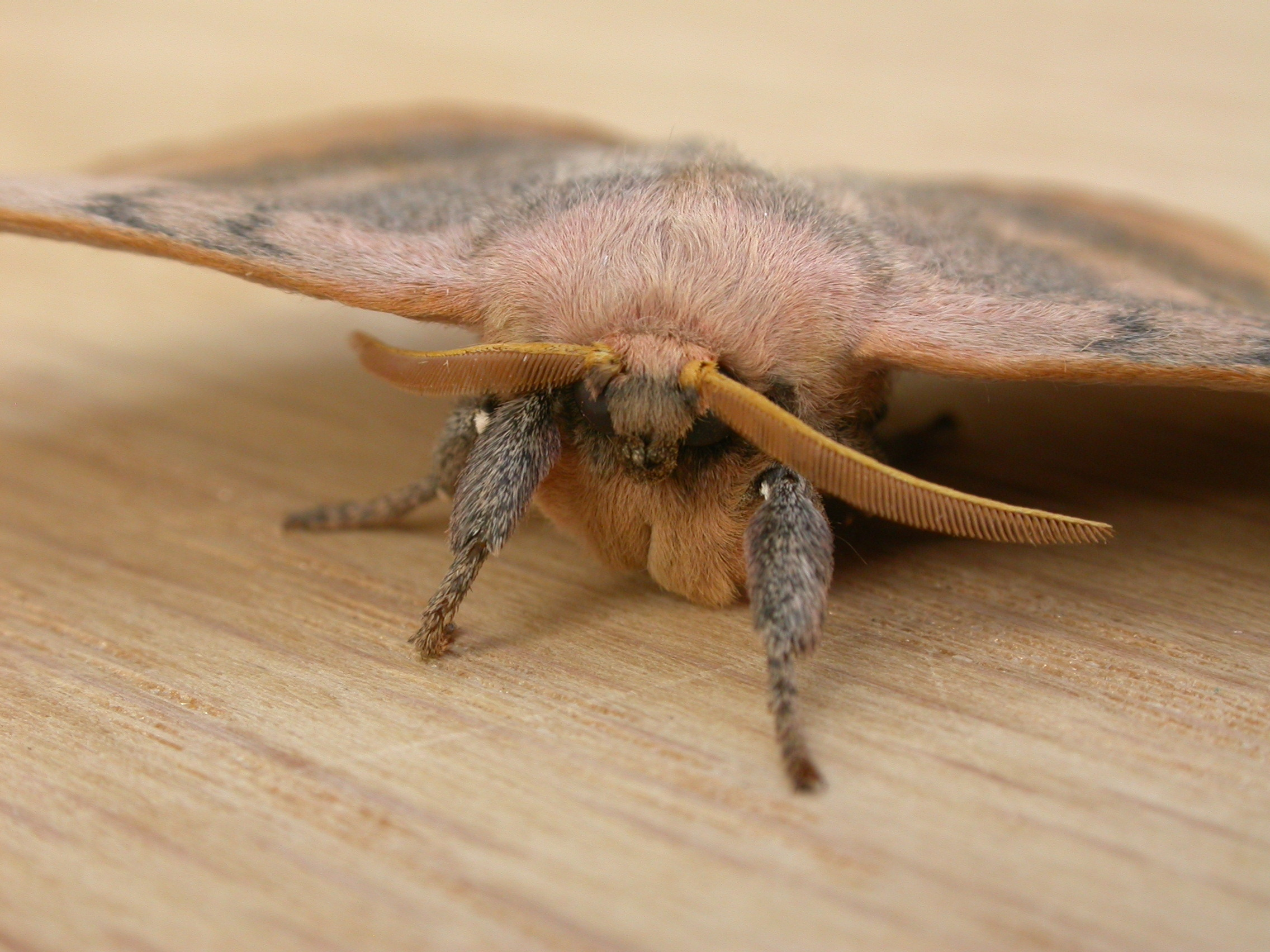
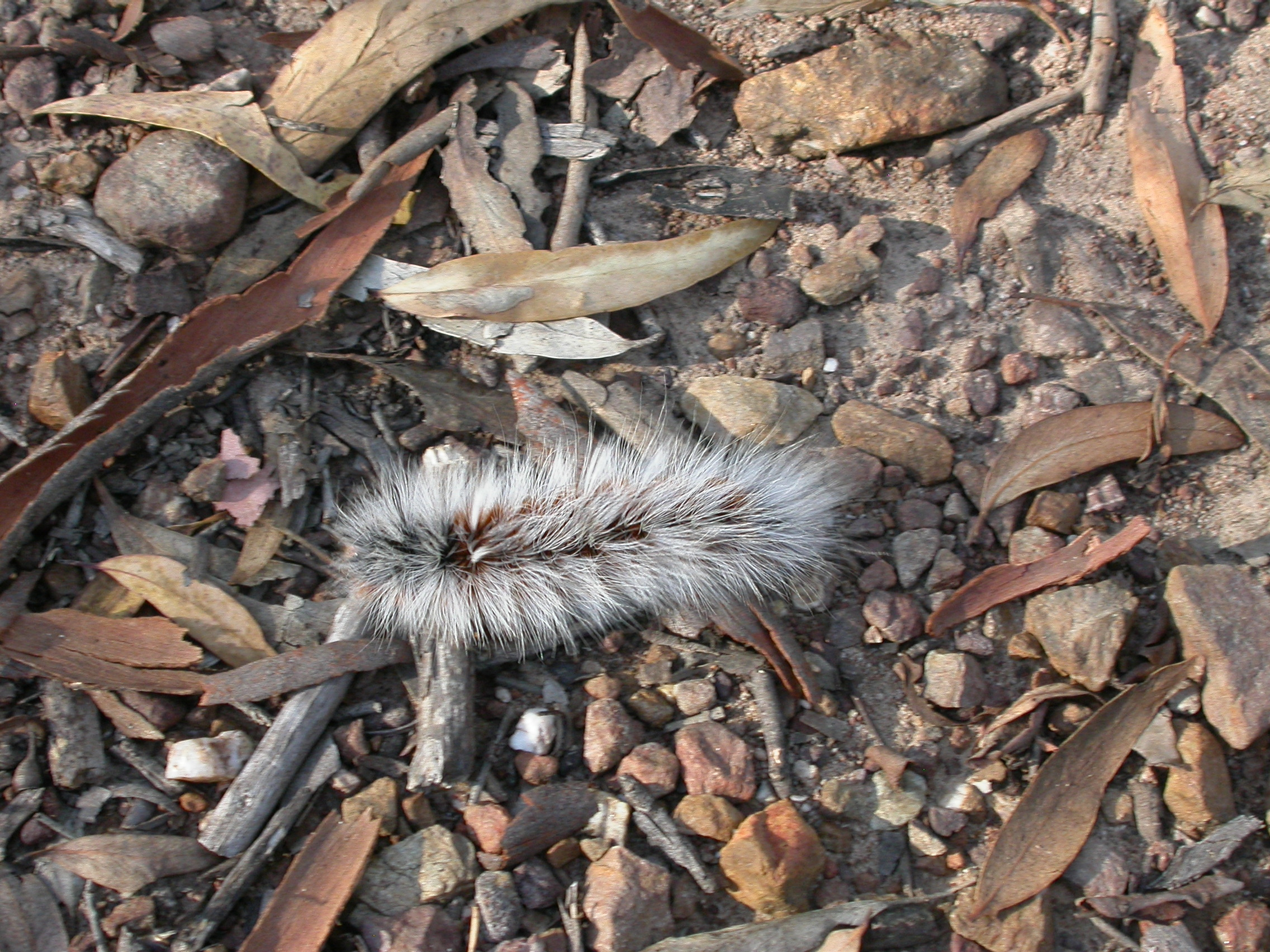